# Литий
| 3       | Литий |
| Li6.94  |       |
| 1s² 2s¹ |       |

Ли́тий (химический символ — Li, от лат. Lithium) — химический элемент 1-й группы (по устаревшей классификации — главной подгруппы первой группы, IA), второго периода периодической системы химических элементов Д. И. Менделеева, с атомным номером 3. Щелочной металл.
Простое вещество литий — очень лёгкий (обладает наименьшей плотностью среди всех металлов — 0,534 г/см³), мягкий металл серебристо-белого цвета, окисляющийся на воздухе. Бурно реагирует с водой, образуя гидроксид лития и водород.

## История и происхождение названия
Литий был открыт в 1817 году шведским химиком и минералогом Иоганном Арфведсоном сначала в минерале петалите Li[AlSi4O10], а затем в сподумене 2LiAl[Si2O6] и в лепидолите K2Li3Al5[Si6O20](F,OH)4. Металлический литий впервые получил Гемфри Дэви в 1818 году.
Своё название литий получил из-за того, что был обнаружен в «камнях» (др.-греч. λίθος — камень). Первоначально назывался «литион», современное название было предложено Берцелиусом.

## Физические свойства

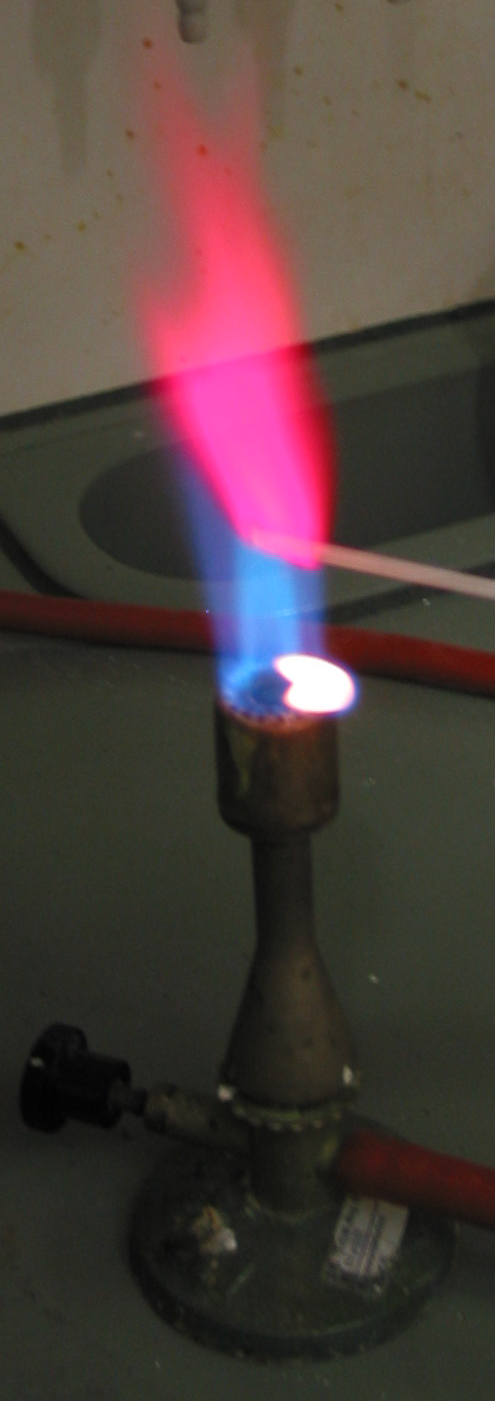
Карминово-красное окрашивание пламени солями лития

Литий — серебристо-белый металл, мягкий и пластичный, твёрже натрия, но мягче свинца. Его можно обрабатывать прессованием и прокаткой.
При комнатной температуре металлический литий образует кристаллы кубической сингонии (объёмно-центрированная решётка), пространственная группа I m3m, параметры ячейки a = 0,35021 нм, Z = 2, координационное число 8.

Ниже 78 К устойчивой кристаллической формой является плотноупакованная структура гексагональной сингонии, пространственная группа P 63/mmc, параметры ячейки a = 0,3111 нм, c = 0,5093 нм, Z = 2; в ней каждый атом лития имеет 12 ближайших соседей, расположенных в вершинах кубооктаэдра.
Из всех щелочных металлов литий характеризуется самыми высокими температурами плавления и кипения (180,54 и 1340 °C, соответственно), у него самая низкая плотность при комнатной температуре среди всех металлов (0,533 г/см³, почти в два раза меньше плотности воды). Вследствие своей низкой плотности литий всплывает не только в воде, но и, например, в керосине.
Малые размеры атома лития приводят к появлению особых свойств металла. Например, он смешивается с натрием только при температуре ниже 380 °C и не смешивается с расплавленными калием, рубидием и цезием, в то время как другие па́ры щелочных металлов смешиваются друг с другом в любых соотношениях.

## Химические свойства
Литий является щелочным металлом, однако относительно устойчив на воздухе. Литий является наименее активным щелочным металлом, с сухим воздухом (и даже с сухим кислородом) при комнатной температуре практически не реагирует. По этой причине литий является единственным щелочным металлом, который не хранят в керосине (к тому же плотность лития столь мала, что он будет в нём плавать); он может непродолжительное время храниться на воздухе.
Во влажном воздухе медленно реагирует с азотом и другими газами, находящимися в воздухе, превращаясь в нитрид Li3N, гидроксид LiOH и карбонат Li2CO3.
{\displaystyle {\ce {6Li + N2 -> 2Li3N}}}
{\displaystyle {\ce {2Li + 2H2O -> 2LiOH + H2}}}
Поэтому длительно литий хранят в петролейном эфире, парафине, газолине и/или минеральном масле в герметически закрытых жестяных коробках.
В кислороде при нагревании горит, превращаясь в оксид Li2O.
{\displaystyle {\ce {4Li + O2 -> 2Li2O}}}
Интересная особенность лития в том, что в интервале температур от 100 °C до 300 °C он покрывается плотной оксидной плёнкой и в дальнейшем не окисляется. В отличие от остальных щелочных металлов, дающих стабильные надпероксиды и озониды, надпероксид и озонид лития — нестабильные соединения.
В 1818 году немецкий химик Леопольд Гмелин установил, что литий и его соли окрашивают пламя в карминово-красный цвет, это является качественным аналитическим признаком для определения лития.
Температура самовоспламенения находится в районе 300 °C. Продукты горения раздражают слизистую оболочку носоглотки.
Спокойно, без взрыва и возгорания, реагирует с водой, образуя LiOH и H2.
{\displaystyle {\ce {2Li + 2H2O -> 2LiOH + H2}}}
Реагирует также с абсолютным этиловым спиртом (с образованием этилата):
{\displaystyle {\ce {2Li + 2C2H5OH -> 2C2H5OLi + H2}}}
Этилат лития полностью разлагается водой, с образованием гидроксида лития и этилового спирта, аналогично гидролизуется этилат натрия.
Вступает в реакцию с водородом (при 500—700 °C) с образованием гидрида лития:
{\displaystyle {\ce {2Li + H2 -> 2LiH}}}
Реагирует с аммиаком при нагревании, при этом сначала образует амид лития (220 °C), а затем имид лития (400 °C):
{\displaystyle {\ce {2Li + 2NH3 -> 2LiNH2 + H2}}}
{\displaystyle {\ce {2Li + NH3 -> Li2NH + H2}}}
Реагируя с галогенами (с иодом — только при нагревании, выше 200 °C) образует соответствующие галогениды:
{\displaystyle {\ce {2Li + F2 -> 2LiF}}}
{\displaystyle {\ce {2Li + Cl2 -> 2LiCl}}}
{\displaystyle {\ce {2Li + Br2 -> 2LiBr}}}
{\displaystyle {\ce {2Li + I2 -> 2LiI}}}
При 130 °C реагирует с серой с образованием сульфида:
{\displaystyle {\ce {2Li + S -> Li2S}}}
В вакууме при температуре выше 200 °C реагирует с углеродом (образуется ацетиленид):
{\displaystyle {\ce {2Li + 2C -> Li2C2}}}
При 600—700 °C литий реагирует с кремнием с образованием силицида:
{\displaystyle {\ce {4Li + Si -> Li4Si}}}
Химически растворим в жидком аммиаке (−40 °C), образуется синий раствор.
В водном растворе ион лития имеет самый низкий стандартный электродный потенциал (−3,045 В) из-за малого размера и высокой степени гидратации иона лития.
Металлический литий вызывает ожоги при попадании на влажную кожу, слизистые оболочки и в глаза.

## Нахождение в природе

### Геохимия лития
Литий по геохимическим свойствам относится к крупноионным литофильным элементам, в числе которых калий, рубидий и цезий. Содержание лития в верхней континентальной коре составляет 21 г/т, в морской воде — 0,17 мг/л.
Основные минералы лития — слюда лепидолит — KLi1,5Al1,5[Si3AlO10](F, OH)2 и сподумен — 2LiAl[Si2O6] либо Li2O·Al2O3·4SiO2. Когда литий не образует самостоятельных минералов, он изоморфно замещает калий в широко распространённых породообразующих минералах.
Месторождения лития приурочены к редкометалльным гранитным интрузиям, в связи с которыми развиваются литиеносные пегматиты или гидротермальные комплексные месторождения, содержащие также олово, вольфрам, висмут и другие металлы. Стоит особо отметить специфические породы онгониты — граниты с магматическим топазом, высоким содержанием фтора и воды и исключительно высокими концентрациями различных редких элементов, в том числе и лития.
Другой тип месторождений лития — рассолы некоторых сильносолёных озёр и ставших солончаками древних озёр, благодаря растворимости в виде иона.

### Изотопы лития
Природный литий состоит из двух стабильных изотопов: 6Li (7,5 %) и 7Li (92,5 %); в некоторых образцах лития изотопное соотношение может быть сильно нарушено вследствие природного или искусственного фракционирования изотопов. Это следует иметь в виду при точных химических опытах с использованием лития или его соединений. У лития известны 7 искусственных радиоактивных изотопов (4Li — 12Li) и два ядерных изомера (10m1Li и 10m2Li). Все они короткоживущи, наиболее устойчивый из них, 8Li, имеет период полураспада 0,8403 с. Экзотический изотоп 3Li (трипротон), по-видимому, не существует как связанная система.
7Li является одним из немногих изотопов, возникших при первичном нуклеосинтезе (то есть в период от 1 секунды до 3 минут после Большого Взрыва) в количестве не более 10−9 от всех нуклидов первичного нуклеосинтеза. Некоторое количество изотопа 6Li, как минимум в десять тысяч раз меньшее, чем 7Li, также образовано в первичном нуклеосинтезе.
Примерно в десять раз больше 7Li образовались в звёздном нуклеосинтезе. Литий является промежуточным продуктом на одном из путей протон-протонного цикла, являющегося основным источником энергии Солнца и других не слишком горячих звёзд главной последовательности. При высоких температурах литий-7, взаимодействуя с протонами, активно преобразуется в два ядра гелия-4 (через 8Be).

### В космосе
Аномально высокое содержание лития наблюдается в звёздных образованиях, состоящих из красного гиганта (или сверхгиганта), внутри которого находится нейтронная звезда — объектах Ландау — Торна — Житков.
Также имеется большое количество звёзд-гигантов с необычно высоким содержанием лития, что объясняется попаданием лития в атмосферу звёзд при поглощении ими экзопланет-гигантов.

## Получение
Исходным сырьём для лития служат два источника: минеральное сырьё (например, сподумен), а также солевые растворы из соляных озёр, богатые солями лития. В обоих случаях результатом работы является карбонат лития Li2CO3 (LCE). Большая часть добывается из естественных водных линз в толще соляных озёр, в насыщенных соляных растворах которых концентрируется хлорид лития. Раствор выкачивается и выпаривается на солнце, полученная смесь солей перерабатывается. Содержание лития в растворе колеблется от 0,01 % до 1 %. Также значительная доля добычи приходится на минеральное сырьё (например, минерал сподумен).
Сподумен (силикат лития и алюминия) можно перерабатывать несколькими способами. Например, спеканием с сульфатом калия получают растворимый сульфат лития, который осаждают из раствора карбонатом натрия (кальцинированной содой):
{\displaystyle {\ce {Li2SO4 + Na2CO3 -> Li2CO3 v + Na2SO4}}}
Солевые растворы предварительно выпаривают. В солевых растворах содержится хлорид лития LiCl. Однако вместе с ним содержатся большие количества других хлоридов. Для увеличения концентрации лития из выпаренного раствора осаждают карбонат лития Li2CO3, например по схеме
{\displaystyle {\ce {2LiCl + Na2CO3 -> Li2CO3 v + 2NaCl}}}
В РФ разработан «бисульфатный процесс» получения карбоната лития из руды (сподумена) с использованием сульфата аммония.
Получение металла
Металлический литий чаще всего получают электролизом расплава солей или восстановлением из оксида.
Электролиз
При электролизе используется хлорид лития. Его получают из карбоната по схеме:
{\displaystyle {\ce {Li2CO3 + 2HCl -> 2LiCl + H2O + CO2 ^}}}
Поскольку температура плавления хлорида лития близка к температуре кипения лития, применяют эвтектическую смесь с хлоридом калия или бария, что понижает температуру расплава и позволяет избавиться от необходимости улавливать пары металла. Электролиз расплава ведут при 400—460 °C. Железные кожуха электролизных ванн футеруются материалами, устойчивыми к расплавленному электролиту. Анодом служат графитовые, а катодом — железные стержни. Расход электроэнергии до 14 кВт∙ч на 1 кг лития. На другом электроде получают газообразный хлор.
Восстановление
Поскольку литий — активный металл, его восстановление из оксидов или галогенидов возможно только при немедленном удалении лития из зоны реакции. В противном случае невозможно сместить баланс реакции в нужную сторону. Литий удаляют из зоны реакции путём поддержания температур, при которых литий испаряется и покидает зону реакции в виде паров. Другие реагенты при этом должны оставаться в расплаве. Для восстановления используются кремний или алюминий, например:
{\displaystyle {\ce {2Li2O + Si -> 4Li ^ + SiO2}}}
Рафинирование
Полученный литий очищают методом вакуумной дистилляции, последовательно выпаривая разные металлы из сплава при определённых температурах.

### Месторождения
По данным Геологической службы США на 2023 год, выявленные ресурсы (недобытые запасы) лития во всем мире значительно выросли и составляют около 98 миллионов тонн; помимо этого примерно 26 млн тонн лития уже извлечено из месторождений и хранится по всему миру.
Основным центром добычи металла на сегодня является «Литиевый треугольник» в Южной Америке (на 2018 год содержал более 75% существующих известных запасов лития), охватывающий территории Чили (Салар-де-Атакама), Боливии (Салар-де-Уюни) и Аргентины (Салар-де-Арисаро). Весь экспорт лития из Треугольника идёт через обогатительные предприятия чилийской SQM  и чилийский порт Антофагаста.
Месторождения лития, помимо Треугольника (Солончак Уюни — крупнейшее в мире), известны в США, Конго, Китае (озеро Чабьер-Цака), Бразилии, Сербии, Австралии, Афганистане. В сентябре 2023 сообщено об открытии в США (штаты Невада и Орегон) крупнейшего месторождения: от 20 до 40 млн тонн лития .
В России большая часть запасов сосредоточена в редкометалльных (рудных) месторождениях Мурманской области (только в Колмозерском месторождении содержится почти 19 % всех запасов лития на территории России, на этом месторождении планируется добывать до 50 тыс тонн карбоната лития в год).
Месторождения лития есть также в Дагестане, самые крупные из которых — Южно-Сухокумское, Тарумовское и Берикейское. В Южно-Сухокумском месторождении прогнозный объём производства соединений лития оценивается в 5-6 тыс. тонн в год и планируется рассмотреть возможность создания производства карбоната лития.
Также существуют месторождения в Восточной Сибири и Якутии. На всех проектах добычи лития из руды к 2030 году в РФ планируют выпускать по 68 тыс. тонн карбоната лития. 

Рассматривается возможность добычи карбоната лития из подземных рассолов нефтегазовых скважин:
- Иркутская нефтяная компания (ИНК) планирует начать промышленную добычу лития из литийсодержащих попутных вод Ярактинского нефтегазоконденсатного месторождения в 2024 г. и выбирать порядка 1000 тонн карбоната лития в год[32].
- пилотный проект будет запущен Газпромом на Ковыткинском месторождении (Иркутская область) в 2025, себестоимость добычи прогнозируется меньше себестоимости добычи из руд в Мурманской области[33];
- аналитики «Выгон Консалтинг» отмечают, что подобная ресурсная литиевая база сосредоточена в Лено-Тунгусской нефтегазовой провинции, в Урало-Поволжье и на Северном Кавказе. Суммарно из нефтегазового конденсата в России можно добывать к 2030 г. 56 тыс. тонн, к 2035 до 206 тыс. тонн, а к 2040 397 тыс. тонн лития в год[32].

Геологоразведка продолжается и ежегодно разведанные запасы основных стран добычи лития растут, несмотря на увеличивающиеся объёмы добычи, на очереди оценка запасов лития в подземных рассолах нефтегазовых скважин.
Так, в 2023 году в Иране сообщили об обнаружении в остане Хамадан первого в этой стране месторождения лития, запасы которого оцениваются в 8,5 млн тонн руды.
| Страна        | Разведанные запасы, тыс тонн | В разработке, тыс тонн | Производство в 2024, тыс тонн |
| ------------- | ---------------------------- | ---------------------- | ----------------------------- |
| Аргентина     | 23000                        | 4000                   | 18,0                          |
| Австралия     | 8900                         | 7000                   | 88,0                          |
| Австрия       | 60                           | —                      | —                             |
| Боливия       | 23000                        | —                      | —                             |
| Бразилия      | 1300                         | 390                    | 10,0                          |
| Канада        | 5700                         | 1200                   | 4,3                           |
| Чили          | 11000                        | 9300                   | 49,0                          |
| Китай         | 6800                         | 3000                   | 41,0                          |
| Чехия         | 1300                         | —                      | —                             |
| ДР Конго      | 3000                         | —                      | —                             |
| Финляндия     | 55                           | —                      | —                             |
| Германия      | 4000                         | —                      | —                             |
| Гана          | 200                          | —                      | —                             |
| Индия         | 5900                         | —                      | —                             |
| Казахстан     | 45                           | —                      | —                             |
| Мали          | 1200                         | —                      | —                             |
| Мексика       | 1700                         | —                      | —                             |
| Намибия       | 230                          | 14                     | 2,7                           |
| Перу          | 1000                         | —                      | —                             |
| Португалия    | 270                          | 60                     | 0,38                          |
| Россия        | 1000                         | —                      | —                             |
| Сербия        | 1200                         | —                      | —                             |
| Испания       | 320                          | —                      | —                             |
| США           | 14000                        | 1800                   | —                             |
| Зимбабве      | 860                          | 480                    | 22,0                          |
| Другие страны | —                            | 2800                   | —                             |
| Всего         | 116000                       | 30000                  | 240,0                         |

### Добыча и производство
В основном литий используется в виде двух соединений — карбоната (Li2СО3) и гидроксида (LiOH), для удобства в экономической статистике используется карбонатный эквивалент.
Мировой рынок лития в основном состоит из американских, азиатских и австралийских производителей. Крупнейшими производителями соединений лития являются Albemarle Corporation (Виргиния, США), Sociedad Quimica y Minera de Chile (Чили), Tianqi Lithium, Ganfeng Lithium (КНР) и Livent (Пенсильвания, США).
Конкуренция на мировом литиевом рынке существует по качеству, ассортименту, надёжности поставок и дополнительным услугам покупателю (например, по утилизации использованных элементов питания).
В России собственная добыча лития была полностью утрачена после распада СССР, но в 2017 году Россия запустила экспериментальную установку, позволяющую добывать литий из бедных руд с небольшими затратами.

В 2004 году 1 т карбонатного эквивалента стоила чуть больше 2 тыс. долл., к 2015 году цена выросла до 6 тыс. долл.
В 2015 году в мире добыли 32,5 тыс. тонн лития и его соединений в пересчёте на металл. Крупнейшие страны по добыче — Австралия, Чили и Аргентина.
По состоянию на конец 2007 — начало 2008 года, цены на металлический литий (чистота 99 %) составляли 6,3—6,6 тыс. долларов за 1 т.
Цена в 2018 году составила 16,5 долларов за 1 кг.
В 2018 году спотовые цены достигли исторического максимума — 20 тыс. долл./т, после чего начали снижаться (по отрасли сильно ударил кризис, вызванный пандемией COVID-19).
В 2019 году добыли 315 тыс. тонн лития, цена на середину 2020 г. составляла  $6750/т.
В апреле 2022 г. года стоимость LiOH на бирже достигала $86 600/т; в ноябре — $84,5 тыс./т, в декабре — $85 000/т, снижаясь с января 2023 г. и упав к маю на треть, до $41 300/т.
Спрос на литий начал расти с начала 2010-х годов, первотолчком в этом процессе стал спрос на ёмкие и лёгкие батареи к гаджетам (мобильным телефонам и т. п.). 
К процессу подключилась автомобильная отрасль, выпустившая гибридные автомобили (способных двигаться как при помощи ДВС, так и электромотора). Позднее спрос на литий стал разгоняться программой электрификации транспорта . Так, Евросоюз с его программой энергоперехода, предписывающей удалить легковые автомобили с рынка ТС к 2035 году, а грузовые — к 2050 г., подстегнул спрос, который на изделия с применением лития будет огромным и долгосрочным.
Потребление эквивалента карбоната лития с 2000 году по 2019 год увеличилось в 4 с лишним раза — с 68 тыс. т до 315 тыс. т (для сравнения, мировое потребление нефти за тот же период выросло менее чем на треть). Литиевая индустрия стала одной из самых быстрорастущих в области добычи полезных ископаемых.
Максимальная стоимость этого металла была зафиксирована в апреле 2022 года — $86 600/т.
В 2022 г. производство лития  выросло на 43 % (до 737 000 т), в сравнении с 2021 годом. Цены на него устойчиво снижались с января 2023 года: в декабре 2022 литий стоил $85 тыс./т, в январе цена опустилась до $83,8 тыс./т; к осени цены упали до минимума более чем за 1,5 года (до $33,15 тыс./т, за месяц подешевление на 23 %), это произошло на фоне резкого роста числа новых проектов добычи металла.
В 2024 г. цены на литий упали на 80 % (до $13,2 тыс./т), из-за падения спроса на электромобили в Китае (темпы роста электромобильного рынка замедлились на фоне экономической неопределенности и глобального роста процентных ставок).

## Применение

Оценка использования лития в мире в 2011 году:
Керамика и стекло (29 %)
Источники тока (27 %)
Смазочные материалы (12 %)
Непрерывная разливка стали (5 %)
Регенерация кислорода (4 %)
Полимеры (3 %)
Металлургия алюминия (2 %)
Фармацевтика (2 %)
другое (16 %)

### Термоэлектрические материалы
Сплав сульфида лития и сульфида меди — эффективный полупроводник для термоэлектропреобразователей (ЭДС около 530 мкВ/К).

### Химические источники тока
Из лития изготовляют аноды химических источников тока (аккумуляторов, например, литий-хлорных аккумуляторов) и гальванических элементов с твёрдым электролитом (например, литий-хромсеребряный, литий-висмутатный, литий-окисномедный, литий-двуокисномарганцевый, литий-иодсвинцовый, литий-иодный, литий-тионилхлоридный, литий-оксидванадиевый, литий-фторомедный, литий-двуокисносерный элементы), работающих на основе неводных жидких и твёрдых электролитов (тетрагидрофуран, пропиленкарбонат, метилформиат, ацетонитрил).
Кобальтат лития и молибдат лития показали лучшие эксплуатационные свойства и энергоёмкость в качестве положительного электрода литиевых аккумуляторов.
Гидроксид лития используется как один из компонентов щелочного электролита для аккумуляторов. Добавление гидроксида лития к электролиту тяговых железо-никелевых, никель-кадмиевых, никель-цинковых аккумуляторных батарей повышает их срок службы в 3 раза и ёмкость на 21 % (за счёт образования никелатов лития).
Алюминат лития — наиболее эффективный твёрдый электролит (наряду с цезий-бета-глинозёмом).

### Лазерные материалы
Монокристаллы фторида лития используются для изготовления высокоэффективных (КПД 80 %) лазеров на центрах окраски и для изготовления оптики с широкой спектральной полосой пропускания.

### Окислители
Перхлорат лития используют в качестве окислителя.

### Дефектоскопия
Сульфат лития используют в дефектоскопии.

### Пиротехника
Нитрат лития используют в пиротехнике для окрашивания огней в красный цвет.

### Сплавы
Сплавы лития с серебром и золотом, а также медью являются очень эффективными припоями.
Сплавы лития с магнием, скандием, медью, кадмием и алюминием — новые перспективные материалы в авиации и космонавтике (из-за своей лёгкости). На основе алюмината и силиката лития создана керамика, затвердевающая при комнатной температуре и используемая в военной технике, металлургии и, в перспективе, в термоядерной энергетике. Огромной прочностью обладает стекло на основе литий-алюминий-силиката, упрочняемого волокнами карбида кремния. Литий очень эффективно упрочняет сплавы свинца и придаёт им пластичность и стойкость против коррозии.

### Электроника
Триборат лития-цезия используется как оптический материал в радиоэлектронике.
Кристаллические ниобат лития LiNbO3 и танталат лития LiTaO3 являются нелинейными оптическими материалами и широко применяются в нелинейной оптике, акустооптике и оптоэлектронике.
Литий также используется при наполнении осветительных газоразрядных металлогалогеновых ламп.
Гидроксид лития добавляют в электролит щелочных аккумуляторов для увеличения срока их службы.
Литий используют для улучшения кремниевых наносварных соединений в электронных компонентах электрических батарей и других устройств.

### Металлургия
В чёрной и цветной металлургии литий используется для раскисления и повышения пластичности и прочности сплавов. Литий иногда применяется для восстановления методами металлотермии редких металлов.
Металлургия алюминия
Карбонат лития является важнейшим вспомогательным веществом (добавляется в электролит) при выплавке алюминия, и его потребление растёт с каждым годом пропорционально объёму мировой добычи алюминия (расход карбоната лития 2,5—3,5 кг на тонну выплавляемого алюминия).
Введение лития в систему легирования позволяет получить новые сплавы алюминия с высокой удельной прочностью.
Добавка лития снижает плотность сплава и повышает модуль упругости. При содержании лития до 1,8 % сплав имеет низкое сопротивление коррозии под напряжением, а при 1,9 % сплав не склонен к коррозионному растрескиванию. Увеличение содержания лития до 2,3 % способствует возрастанию вероятности образования рыхлот и трещин. Механические свойства при этом изменяются: пределы прочности и текучести возрастают, а пластические свойства снижаются.
Наиболее известны системы легирования Al-Mg-Li (пример — сплав 1420, применяемый для изготовления конструкций летательных аппаратов) и Al-Cu-Li (пример — сплав 1460, применяемый для изготовления ёмкостей для сжиженных газов).

### Ядерная энергетика
Изотопы 6Li и 7Li обладают разными ядерными свойствами (сечение поглощения тепловых нейтронов, продукты реакций) и сфера их применения различна.
Гафниат лития входит в состав специальной эмали, предназначенной для захоронения высокоактивных ядерных отходов, содержащих плутоний.
Литий-6
Применяется в термоядерной энергетике и в производстве термоядерного оружия.
При облучении нуклида 6Li тепловыми нейтронами получается радиоактивный тритий 3H:
{\displaystyle {}_{3}^{6}{\textrm {Li}}+{}_{0}^{1}{\textrm {n}}\rightarrow {}_{1}^{3}{\textrm {H}}+{}_{2}^{4}{\textrm {He}}}
Благодаря этому литий-6 может применяться как замена радиоактивного, нестабильного и неудобного в обращении трития как в военных (термоядерное оружие), так и в мирных (управляемый термоядерный синтез) целях. В термоядерном оружии обычно применяется дейтерид лития-6 (6Li 2H).
Перспективно также использование лития-6 для получения гелия-3 (через тритий) с целью дальнейшего использования в дейтерий-гелиевых термоядерных реакторах.
Разделение лития-6 и лития-7 практикуется с помощью ряда способов. В частности, до 1960-х годов использовался процесс COLEX (от англ. column exchange — обмен в колонне), основанный на большей растворимости лития-6 в ртути. Другие методы основаны на вакуумной дистилляции, на электромагнитном разделении, электрохимическом разделении и дистилляционной хроматографии
Литий-7
Образуется как побочный продукт при производстве лития-6. Применяется в ядерных реакторах. Благодаря очень высокой удельной теплоёмкости и низкому сечению захвата тепловых нейтронов жидкий литий-7 (часто в виде сплава с натрием или цезием) служит эффективным теплоносителем. Фторид лития-7 в сплаве с фторидом бериллия (66 % LiF + 34 % BeF2) носит название «флайб» (FLiBe) и применяется как высокоэффективный теплоноситель и растворитель фторидов урана и тория в высокотемпературных жидкосолевых реакторах, а также для производства трития (который возникает в эндотермической ядерной реакции при облучении лития-7 быстрыми нейтронами с энергией выше 2,466 МэВ).
Соединения лития, обогащённые по изотопу лития-7 (точнее, обеднённые по литию-6 до 0,01 %, чтобы избежать наработки трития под действием тепловых нейтронов), применяются на некоторых типах водо-водяных ядерных реакторов (PWR) для поддержания водно-химического режима (7LiOH добавляется в воду первого контура для снижения коррозии трубопроводов, которая вызывается борной кислотой, добавляемой для управления реактивностью реактора), а также в деминерализаторах первого контура. Ежегодная потребность ядерной энергетики США оценивается в 200—300 кг, производством обладают лишь Россия и Китай, хотя в российских водо-водяных реакторах ВВЭР вместо гидроксида лития-7 используется гидроксид калия.

### Сушка газов
Высокогигроскопичные бромид LiBr и хлорид лития LiCl применяются для осушения воздуха и других газов.

### Медицина
Соли лития (в основном, карбонат лития) обладают нормотимическими и другими лечебными свойствами. Поэтому они находят применение в психиатрии.

### Смазочные материалы
Стеарат лития («литиевое мыло») используется в качестве загустителя для получения пастообразных высокотемпературных смазок машин и механизмов. См. напр.: Литол, ЦИАТИМ-201. Третье по распространённости применение лития.

### Регенерация кислорода в автономных аппаратах
Гидроксид лития LiOH, пероксид Li2O2 применяются для очистки воздуха от углекислого газа; при этом последнее соединение реагирует с выделением кислорода (например, 2Li2O2 + 2CO2 → 2Li2CO3 + O2), благодаря чему используется в изолирующих противогазах, в патронах для очистки воздуха на подлодках, на пилотируемых космических аппаратах и т. д.

### Силикатная промышленность
Литий и его соединения широко применяют в силикатной промышленности для изготовления специальных сортов стекла и покрытия фарфоровых изделий. Оксид лития используют как флюс при обработке кремнезёма, что снижает температуру плавления и вязкость материала. Это позволяет получать глазури с улучшенными физическими свойствами, включая низкие коэффициенты теплового расширения. Во всём мире это — один из основных видов использования соединений лития. Глазури с оксидом лития используют в изготовлении печной посуды: обычно это карбонат лития, который при нагревании превращается в оксид.

### Оптика
Фторид лития, искусственно выращенный в виде кристалла, чист и прозрачен, часто используют в специализированной оптике для ИК, УФ и ВУФ (вакуумного УФ). У него один из самых низких показателей преломления и самый дальний диапазон пропускания в «глубоком» ультрафиолете среди большинства распространенных материалов. Мелкодисперсный порошок фторида лития использовался для термолюминесцентной дозиметрии (ТЛД): когда образец такого материала подвергается воздействию радиации, в нём накапливаются кристаллические дефекты, которые при нагревании раскрываются через выделение голубоватого света, интенсивность которого пропорциональна поглощенной дозе, что позволяет определить её количественно. Фторид лития иногда используется в фокальных линзах телескопов.
Высокая нелинейность ниобата лития также делает его полезным в нелинейной оптике. Он широко используется в телекоммуникационных продуктах, таких как мобильные телефоны (более чем в 60 %) и оптические модуляторы, а также в компонентах (резонансные кристаллы).

### Прочие области применения
Соединения лития используются в текстильной промышленности (отбеливание тканей), пищевой (консервирование) и фармацевтической (изготовление косметики).
Весьма перспективно использовать литий в качестве наполнителя поплавка батискафов: этот металл имеет плотность, почти в два раза меньшую, чем вода (534 кг/м³), это значит, что один кубический метр лития может удерживать на плаву почти на 170 кг больше, чем один кубический метр бензина. Однако литий — щелочной металл, активно реагирующий с водой, следует каким-то образом надёжно разделить эти вещества, не допустить их контакта.
Металлический литий используется в качестве топлива в паротурбинной силовой установке американской малогабаритной глубоководной торпеды Mark 50. Продукты реакции лития с гексафторидом серы — фторид лития и чистая сера — твёрдые вещества, которые не нужно выбрасывать за борт, так что торпеда лишена демаскирующего пузырькового следа и не имеет потери мощности из-за подпора на выхлопе.

## Биологическое значение лития
Основная статья: Литий в живых организмах

### Микроэлемент
Литий в умеренных количествах необходим организму человека (порядка 100—200 мкг/день для взрослых).
Преимущественно в организме литий находится в щитовидной железе, лимфоузлах, сердце, печени, лёгких, кишечнике, плазме крови, надпочечниках.
Литий принимает участие в важных процессах:
- участвует в углеводном и жировом обменах;
- поддерживает иммунную систему;
- предупреждает возникновение аллергии;
- снижает нервную возбудимость.

Препараты лития широко используются в терапии психических расстройств.
Выводится из организма литий преимущественно почками.